# Карлсбад (Баден)
Ка́рлсбад (нім. Karlsbad) — громада в Німеччині, у федеральній землі Баден-Вюртемберг. Підпорядковується адміністративному округу Карлсруе. Входить до складу району Карлсруе.
Площа — 38,01 км2. Населення становить 15 922 ос. (станом на 31 грудня 2020).